# Meitetsu Nagoya-lijn
De Meitetsu Nagoya-lijn  (Japans: 名古屋線, Nagoya-sen) is een spoorlijn tussen de steden Toyohashi en Gifu in Japan. De lijn maakt deel uit van het netwerk van het particuliere spoorbedrijf Meitetsu in de prefecturen Aichi en Gifu.

## Geschiedenis
De lijn werd door vier maatschappijen aangelegd.
- De Nagoya Electric Railway opende het gedeelte tussen Ōshikirichō naar Marunouchi in 1914.
- De Bisai Railway opende het gedeelte tussen Kōnomiya naar Ichinomiya in 1924.
- De Mino Electric Railway opende het gedeelte tussen Kasamatsu naar Gifu in 1930.

In 1928 werd het gedeelte tussen Marunouchi naar Kōnomiya geopend door de Nagoya Railway, het gedeelte tussen Ichinomiya naar Kasamatsu werd geopend in 1935 door de Meigi Railway, in de tussentijd opende de Aichi Electric Railway het gedeelte tussen Jingu-mae naar Arimatsu in 1917 met 600 V gelijkstroom, deze lijn werd verlengd in 1927 naar Toyohasi, in 1925 werd de stroom verhoogd naar 1500 V gelijkstroom.
In 1935 fuseerden de Meigi Railway en de Aichi Railway tot de Nagoya Railway en in 1944 opende het gedeelte tussen Nagoya en Jingū-mae(神宮前), maar door verschillende spanningen konden treinen pas in 1948 van Toyohashi(豊橋) tot aan Gifu rijden.

## Treindiensten
- Myū Sukai (ミュースカイ, vliegveldtrein)
- Kaisoku Tokkyū (快速特急, intercity)
- Tokkyū (特急, intercity)
- Kaisoku Kyūkō (快速急行, intercity)
- Kyūkō (急行, sneltrein)
- Junkyū (準急, sneltrein)
- Futsu (普通, stoptrein) stopt op elk station.

## Stations
| Station             | Japans       | Verbindingen | Wijk        | Stad       | Prefectuur |
| ------------------- | ------------ | --- | ----------- | ---------- | ---------- |
| Toyohashi           | 豊橋         | JR Central: Tokaido-shikansen, Tokaido-lijn, Iida-lijn Toyohashi Railroad: Atsumi-lijn | Toyohashi   | Toyohashi  | Aichi      |
| Ina                 | 伊奈         | | Toyokawa    | Toyokawa   | Aichi      |
| Odabuchi            | 小田渕       | | Toyokawa    | Toyokawa   | Aichi      |
| Kō                  | 国府         | Meitetsu: Toyokawa-lijn | Toyokawa    | Toyokawa   | Aichi      |
| Goyu                | 御油         | | Toyokawa    | Toyokawa   | Aichi      |
| Meiden Akasaka      | 名電赤坂     | | Toyokawa    | Toyokawa   | Aichi      |
| Meiden Nagasawa     | 名電長沢     | | Toyokawa    | Toyokawa   | Aichi      |
| Motojuku            | 本宿         | | Okazaki     | Okazaki    | Aichi      |
| Meiden Yamanaka     | 名電山中     | | Okazaki     | Okazaki    | Aichi      |
| Fujikawa            | 藤川         | | Okazaki     | Okazaki    | Aichi      |
| Miai                | 美合         | | Okazaki     | Okazaki    | Aichi      |
| Otogawa             | 男川         | | Okazaki     | Okazaki    | Aichi      |
| Higashi Okazaki     | 東岡崎       | | Okazaki     | Okazaki    | Aichi      |
| Okazakikōen-mae     | 岡崎公園前   | Aichi Loop Railway: Aichi-ringlijn (station Naka-Okazaki) | Okazaki     | Okazaki    | Aichi      |
| Yahagibashi         | 矢作橋       | | Okazaki     | Okazaki    | Aichi      |
| Utō                 | 宇頭         | | Okazaki     | Okazaki    | Aichi      |
| Shin Anjō           | 新安城       | Meteitsu: Nishio-lijn | Anjō        | Anjō       | Aichi      |
| Ushida              | 牛田         | | Chiryū      | Chiryū     | Aichi      |
| Chiryū              | 知立         | Meitetsu: Mikawa-lijn | Chiryū      | Chiryū     | Aichi      |
| Hitotsugi           | 一ツ木       | | Kariya      | Kariya     | Aichi      |
| Fujimatsu           | 富士松       | | Kariya      | Kariya     | Aichi      |
| Toyoake             | 豊明         | | Toyoake     | Toyoake    | Aichi      |
| Zengo               | 前後         | | Toyoake     | Toyoake    | Aichi      |
| Chūkyō-keibajō-mae  | 中京競馬場前 | | Midori-ku   | Nagoya     | Aichi      |
| Arimatsu            | 有松         | | Midori-ku   | Nagoya     | Aichi      |
| Sakyōyama           | 左京山       | | Midori-ku   | Nagoya     | Aichi      |
| Narumi              | 鳴海         | | Midori-ku   | Nagoya     | Aichi      |
| Moto Hoshizaki      | 本星崎       | | Midori-ku   | Nagoya     | Aichi      |
| Moto Kasadera       | 本笠寺       | | Midori-ku   | Nagoya     | Aichi      |
| Sakura              | 桜           | | Midori-ku   | Nagoya     | Aichi      |
| Yobitsugi           | 呼続         | | Midori-ku   | Nagoya     | Aichi      |
| Horita              | 堀田         | Metro van Nagoya: Meijo-lijn (station Horita) | Mizuho-ku   | Nagoya     | Aichi      |
| Jingū-mae           | 神宮前       | Meitetsu: Tokoname-lijn | Atsuta-ku   | Nagoya     | Aichi      |
| Kanayama            | 金山         | JR Central: Tokaido-lijn, Chou-lijn Metro van Nagoya: Meijo-lijn, Meiko-lijn | Naka-ku     | Nagoya     | Aichi      |
| Sannō               | 山王         | | Nakagawa-ku | Nagoya     | Aichi      |
| Meitetsu Nagoya     | 名鉄名古屋   | JR Central: Tokaido Shikansen, Tokaido-lijn, Chou-lijn, Kansai-lijn Kintetsu: Kintetsu Nagoya-lijn (station Kintetsu Nagoya) Metro van Osaka: Higashiyama-lijn, Sakura-dori-lijn Nagoya Seaside Rapid Railway: Aonami-lijn | Nakamura-ku | Nagoya     | Aichi      |
| Sakō                | 栄生         | | Nishi-ku    | Nagoya     | Aichi      |
| Higashi-Biwajima    | 東枇杷島     | Meitetsu: Inuyama-lijn | Nishi-ku    | Nagoya     | Aichi      |
| Nishi-Biwajima      | 西枇杷島     | | Kiyosu      | Kiyosu     | Aichi      |
| Futatsuiri          | 二ツ杁       | | Kiyosu      | Kiyosu     | Aichi      |
| Shinkawabashi       | 新川橋       | | Kiyosu      | Kiyosu     | Aichi      |
| Sukaguchi           | 須ヶ口       | | Kiyosu      | Kiyosu     | Aichi      |
| Marunouchi          | 丸ノ内       | | Kiyosu      | Kiyosu     | Aichi      |
| Shin-Kiyosu         | 新清洲       | | Kiyosu      | Kiyosu     | Aichi      |
| Ōsato               | 大里         | | Inazawa     | Inazawa    | Aichi      |
| Okuda               | 奥田         | | Inazawa     | Inazawa    | Aichi      |
| Kōnomiy             | 国府宮       | | Inazawa     | Inazawa    | Aichi      |
| Shima-Ujinaga       | 島氏永       | | Inazawa     | Inazawa    | Aichi      |
| Myōkōji             | 妙興寺       | | Ichinomiya  | Ichinomiya | Aichi      |
| Meitetsu-Ichinomiya | 名鉄一宮     | Meitetsu: Bisai-lijn | Ichinomiya  | Ichinomiya | Aichi      |
| Imaise              | 今伊勢       | | Ichinomiya  | Ichinomiya | Aichi      |
| Iwato               | 石刀         | | Ichinomiya  | Ichinomiya | Aichi      |
| Shin-Kisogawa       | 新木曽川     | | Ichinomiya  | Ichinomiya | Aichi      |
| Kuroda              | 黒田         | | Ichinomiya  | Ichinomiya | Aichi      |
| Kisogawazutsumi     | 木曽川堤     | | Ichinomiya  | Ichinomiya | Aichi      |
| Kasamatsu           | 石刀         | Meitetsu: Takehana-lijn | Kasamatsu   | Kasamatsu  | Gifu       |
| Ginan               | 岐南         | | Ginan       | Ginan      | Gifu       |
| Chajo               | 茶所         | | Gifu        | Gifu       | Gifu       |
| Kanō                | 加納         | | Gifu        | Gifu       | Gifu       |
| Meitetsu Gifu       | 名鉄岐阜     | JR Cental: Tokaido-lijn, Takayama-lijn (station Gifu) Meitetsu: Kakamigahara-lijn | Gifu        | Gifu       | Gifu       |